# Ariarathes X của Cappadocia
Ariarathes X, tên hiệu là  Eusebes Philadelphos, "Hiếu thảo, tình yêu của người anh trai" (tiếng Hy Lạp cổ: Ἀριαράθης Εὐσεβής Φιλάδελφος, Ariaráthēs Eusebḗs Philádelphos), là một vị vua của Cappadocia từ năm 42 TCN cho tới năm 36 TCN. Ông là người gốc Ba Tư và Hy Lạp. Cha của ông là vua Ariobarzanes II của Cappadocia và mẹ của ông là nữ hoàng Athenais. Ông trở thành vua sau khi người anh trai Ariobarzanes III Philoromaios bị giết chết. Tuy vậy, sự cai trị của ông cũng không kéo dài được lâu vì Mark Antony đã lật đổ và hành quyết ông, ông ta sau đó thay thế ông bằng Sisines, người trở thành vua Archelaos của Cappadocia.